# Adolfo Federico II di Meclemburgo-Strelitz
Adolfo Federico II di Meclemburgo-Strelitz (Grabow, 19 ottobre 1658 – Neustrelitz, 12 maggio 1708) fu il primo duca di Meclemburgo-Strelitz dal 1701 alla sua morte.

## Biografia
Adolfo Federico nacque il 19 ottobre 1658 a Grabow; era l'ultimogenito di Adolfo Federico I di Meclemburgo-Schwerin, e della sua seconda moglie, la principessa Maria Caterina di Brunswick-Wolfenbüttel.
Nel 1695, alla morte del suocero Gustavo Adolfo di Meclemburgo-Güstrow, tentò di succedergli come erede nel Meclemburgo-Güstrow per via del matrimonio contratto con la figlia del defunto conte, scatenando una lunga disputa per la successione, risolta solo con l'intervento e la mediazione di potenze esterne. Nel 1701 fu stabilito che il Meclemburgo-Güstrow venisse suddiviso in due parti: una venne annessa al Meclemburgo-Schwerin, l'altra fu l'embrione del ducato di Meclemburgo-Strelitz, anche se formalmente quest'ultimo faceva ancora parte del ducato di Meclemburgo (confronto di Amburgo). Adolfo Federico, tra i territori che componevano il suo nuovo stato, ottenne la signoria di Stargard, il principato di Ratzeburg ed una quota fissa sulla dogana tra i due stati (9.000 talleri ogni anno) assieme alle commende di Mirow e Nemerow.
Nel 1706 fece in modo di assicurare che il figlio Adolfo Federico gli succedesse alla sua morte. In questo modo Adolfo Federico fu il capostipite di una nuova dinastia che regnò fino al 1918.
Adolfo Federico discendeva dopo quattro generazione dal re di Svezia Gustavo Vasa.
Morì il 12 maggio 1708 a Neustrelitz, all'età di quarantanove anni. In seguito ai solenni funerali, la salma venne sepolta a Mirow.

## Matrimoni

### Primo Matrimonio
Sposò, il 23 settembre 1684 a Güstrow, la principessa Maria di Meclemburgo-Güstrow (19 luglio 1659-16 gennaio 1701), figlia di Gustavo Adolfo di Meclemburgo-Güstrow. Ebbero 5 figli:
- Adolfo Federico (1686-1752);
- Maddalena Amalia (nata e morta nel 1689);
- Maria (nata e morta nel 1690);
- Eleonora Guglielmina (nata e morta nel 1691);
- Gustava Carolina (1694-1748), sposò Cristiano Ludovico II di Meclemburgo-Schwerin.

### Secondo Matrimonio
Sposò, il 20 giugno 1702 a Strelitz, Giovanna di Sassonia-Gotha-Altenburg (1º ottobre 1680-9 luglio 1704), figlia di Federico I di Sassonia-Gotha-Altenburg e di Maddalena Sibilla di Sassonia-Weissenfels. Questo matrimonio fu senza eredi.

### Terzo Matrimonio
Sposò, il 10 giugno 1705 a Strelitz, Cristiana Emilia di Schwarzburg-Sondershausen (13 marzo 1681-1º novembre 1751), figlia di Cristiano, principe di Schwarzburg-Sondershausen e di Antonia Sibilla di Barby-Muhlingen. Ebbero due figli:
- Sofia Cristina Luisa (1º ottobre 1706-22 dicembre 1708);
- Carlo Ludovico Federico (1708-1752).

## Ascendenza
|                                            |                                  |                                   | Genitori                          |  |  | Nonni |  |  | Bisnonni                                   |  |  | Trisnonni                          |  |
|                                            |                                  |                                   |                                   |  |  |       |  |  | Giovanni Alberto I di Meclemburgo-Schwerin |  |  | Alberto VII di Meclemburgo-Güstrow |  |
|                                            |                                  |                                   |                                   |  |  |       |  |  | Giovanni Alberto I di Meclemburgo-Schwerin |  |  | Alberto VII di Meclemburgo-Güstrow |  |
|                                            |                                  | Anna di Brandeburgo               |                                   |  |  |       |  |  | Giovanni Alberto I di Meclemburgo-Schwerin |  |  |                                    |  |
| Giovanni VII di Meclemburgo-Schwerin       |                                  |                                   |                                   |  |  |       |  |  | Giovanni Alberto I di Meclemburgo-Schwerin |  |  |                                    |  |
|                                            |                                  | Anna Sofia di Prussia             | Alberto I di Prussia              |  |  |       |  |  |                                            |  |  |                                    |  |
|                                            |                                  | Anna Sofia di Prussia             | Alberto I di Prussia              |  |  |       |  |  |                                            |  |  |                                    |  |
|                                            |                                  | Anna Sofia di Prussia             | Dorotea di Danimarca              |  |  |       |  |  |                                            |  |  |                                    |  |
| Adolfo Federico I di Meclemburgo-Schwerin  |                                  | Anna Sofia di Prussia             |                                   |  |  |       |  |  |                                            |  |  |                                    |  |
|                                            |                                  | Adolfo di Holstein-Gottorp        | Federico I di Danimarca           |  |  |       |  |  |                                            |  |  |                                    |  |
|                                            |                                  | Adolfo di Holstein-Gottorp        | Federico I di Danimarca           |  |  |       |  |  |                                            |  |  |                                    |  |
|                                            |                                  | Adolfo di Holstein-Gottorp        | Sofia di Pomerania                |  |  |       |  |  |                                            |  |  |                                    |  |
| Sofia di Holstein-Gottorp                  |                                  | Adolfo di Holstein-Gottorp        |                                   |  |  |       |  |  |                                            |  |  |                                    |  |
|                                            |                                  | Cristina d'Assia                  | Filippo I d'Assia                 |  |  |       |  |  |                                            |  |  |                                    |  |
|                                            |                                  | Cristina d'Assia                  | Filippo I d'Assia                 |  |  |       |  |  |                                            |  |  |                                    |  |
|                                            |                                  | Cristina d'Assia                  | Cristina di Sassonia              |  |  |       |  |  |                                            |  |  |                                    |  |
| Adolfo Federico II di Meclemburgo-Strelitz |                                  | Cristina d'Assia                  |                                   |  |  |       |  |  |                                            |  |  |                                    |  |
|                                            | Enrico III di Brunswick-Lüneburg | Ernesto I di Brunswick-Lüneburg   |                                   |  |  |       |  |  |                                            |  |  |                                    |  |
|                                            | Enrico III di Brunswick-Lüneburg | Ernesto I di Brunswick-Lüneburg   |                                   |  |  |       |  |  |                                            |  |  |                                    |  |
|                                            | Enrico III di Brunswick-Lüneburg | Sofia di Meclemburgo-Schwerin     |                                   |  |  |       |  |  |                                            |  |  |                                    |  |
| Giulio Ernesto di Brunswick-Dannenberg     | Enrico III di Brunswick-Lüneburg |                                   |                                   |  |  |       |  |  |                                            |  |  |                                    |  |
|                                            |                                  | Ursula di Sassonia-Lauenburg      | Francesco I di Sassonia-Lauenburg |  |  |       |  |  |                                            |  |  |                                    |  |
|                                            |                                  | Ursula di Sassonia-Lauenburg      | Francesco I di Sassonia-Lauenburg |  |  |       |  |  |                                            |  |  |                                    |  |
|                                            |                                  | Ursula di Sassonia-Lauenburg      | Sibilla di Sassonia               |  |  |       |  |  |                                            |  |  |                                    |  |
| Maria Caterina di Brunswick-Dannenberg     |                                  | Ursula di Sassonia-Lauenburg      |                                   |  |  |       |  |  |                                            |  |  |                                    |  |
|                                            |                                  | Edzardo II della Frisia orientale | Enno II della Frisia orientale    |  |  |       |  |  |                                            |  |  |                                    |  |
|                                            |                                  | Edzardo II della Frisia orientale | Enno II della Frisia orientale    |  |  |       |  |  |                                            |  |  |                                    |  |
|                                            |                                  | Edzardo II della Frisia orientale | Anna di Oldenburg                 |  |  |       |  |  |                                            |  |  |                                    |  |
| Maria dell'Osterfriesland                  |                                  | Edzardo II della Frisia orientale |                                   |  |  |       |  |  |                                            |  |  |                                    |  |
|                                            |                                  | Caterina Vasa                     | Gustavo I di Svezia               |  |  |       |  |  |                                            |  |  |                                    |  |
|                                            |                                  | Caterina Vasa                     | Gustavo I di Svezia               |  |  |       |  |  |                                            |  |  |                                    |  |
|                                            |                                  | Caterina Vasa                     | Margherita Leijonhufvud           |  |  |       |  |  |                                            |  |  |                                    |  |
|                                            |                                  | Caterina Vasa                     |                                   |  |  |       |  |  |                                            |  |  |                                    |  |

## Fonti
- Moore, John (1803) View of Society and Manners in France, Switzerland and Germany. A. Strahan and T. Cadell. p. 191.
- Genealogia, su genealogy.euweb.cz.